# Charles F. Kettering
Charles Franklin Kettering (Loudonville, 29 agosto 1876 – Dayton, 24 novembre 1958) è stato un ingegnere statunitense, uno dei più prolifici inventori del XX secolo.

## Biografia
Nasce a Loudonville da Jacob Henry Kettering, di origine tedesca, e Martha (Hunter) Kettering. Laureatosi nel 1904 all'Università dell'Ohio, fu assunto dalla National Cash Register Company (NCR), dove diventò ben presto capo del dipartimento invenzioni: qui ideò il primo motorino universale per registratori di cassa ed altre applicazioni del genere.
Nel 1917 diventò presidente e direttore generale della General Motors Research Corporation, ed in seguito vicepresidente della General Motors e direttore dei suoi laboratori fino al 1947.
Kettering fu uno degli inventori che maggiormente contribuirono al miglioramento dell'automobile. 
Il suo apporto più importante in questo campo fu il motorino di avviamento (1911), che liberò i guidatori dell'uso faticoso della manovella.

Fu l'inventore ed il coiventore dell'interruttore elettrico Delco (1916), dell'antidetonatore per benzina (1922), della pittura Duco, del frigidaire elettrico.
Contribuì, inoltre, all'applicazione del motore Diesel alle locomotive.
Si distinse anche come mecenate e filantropo: fra l'altro, fu uno dei maggiori fondatori (1945) e sovvenzionatori del famoso Istituto Sloan-Kettering di New York per le ricerche sul cancro.
Il suo nome fu dato ad una nuova città dell'Ohio. Per la sua attività nel campo automobilistico è inserito dal 1967 nella Automotive Hall of Fame.

### Morte e sepoltura
Morì nel 1958 e venne sepolto nel Cimitero Arboreto di Woodland a Dayton, Ohio.